# Vladimír Reiský
Vladimír Reiský, také Vladimír Reisky de Dubnic, případně Reisky z Dubnic nebo dokonce Rajský z Dubnice (31. prosince 1923 Vilémov – 4. listopadu 2001 Vilémov) byl česko-americký šlechtic, vysokoškolský profesor, čestný rytíř Maltézského řádu a restituent zámku Vilémov u Golčova Jeníkova.

## Život

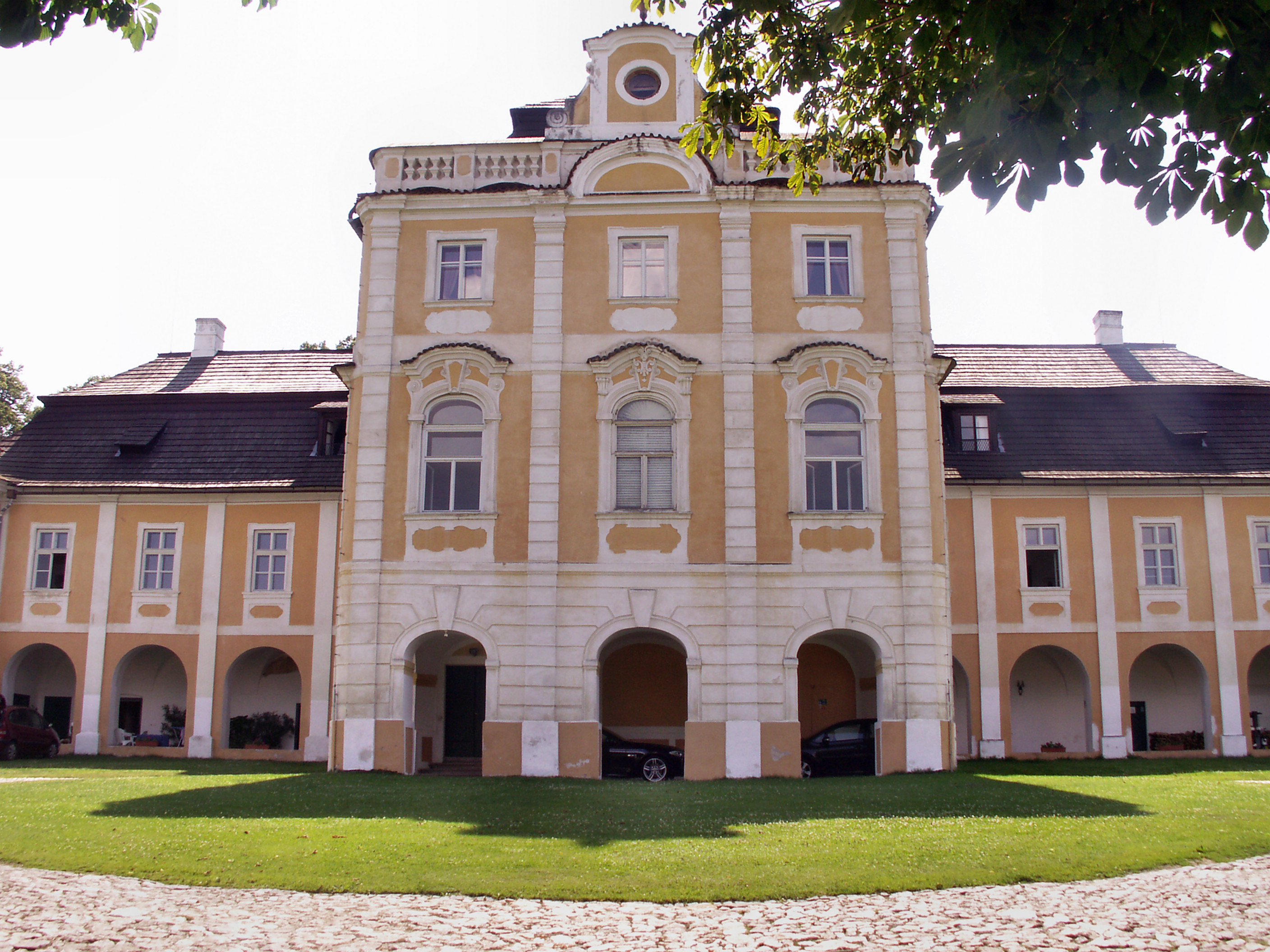
Zámek Vilémov

Pocházel z původně baronské rodiny. Narodil se jako jediný syn Alfréda Reiského (1888–1962), pozdějšího majitele statku Vilémov, a jeho manželky Marie Reiské (1896–1986), dcery rakouského důstojníka. Vladimírovi prarodiče Czesław Reiský z Dubnic (1851–1942) odešel na konci 30. let 20. století na přání své manželky Thekly, roz. Grabowské (1858–1945) do jejího rodného Polska. Přestože Reiští nepodepsali národnostní prohlášení české šlechty v roce 1939, byla na jejich majetek za války uvalena vnucená správa. Otec pak bydlel v pražském bytě. Vladimír byl na konci války odveden na nucené práce do Kopidlna. V květnu 1945 se přidal k partyzánům a v Rožďalovicích s nimi bojoval proti posádce wehrmachtu. V roce 1948 byl jeho rodičům znárodněn majetek, který jim byl po válce v roce 1945 navrácen. Po zestátnění byl zámek ve Vilémově využíván jako chlapecká internátní škola. Rodiče zůstali i v době totality v Československu. Otec pracoval jako pomocný dělník a sanitář v nemocnici.
Vladimír navštěvoval obecnou školu ve Vilémově, studoval na Vyšší hospodářské škole v Čáslavi a na Vysoké škole zemědělské v Praze. Po komunistickém puči se pokusil emigrovat letadlem se svými sousedy Dobrzenskými, avšak pilot byl den před odletem zatčen, a tak plán přistání ve Vídni místo v Praze selhal. Uprchnout se mu podařilo až na druhý pokus. V roce 1948 odcestoval vlakem do Františkových Lázní a v okolí Schirdingu překročil hranice do Bavorska. Několik měsíců zůstal v táboře pro uprchlíky ve Frankfurtu nad Mohanem v americké okupační zóně, kde se opět setkal s Dobrzenskými. Přes Francii se dostal do Londýna, ke své tetě. Pracoval tam jako nezávislý korespondent pro BBC a později se pohyboval v obchodní sféře. Na podzim 1949 se přestěhoval do Spojených států amerických. Rodiče se rozvedli, Vladimírova matka odjela za synem do Ameriky, otec zůstal v Československu. Na univerzitě v Chicagu získal Vladimír Masarykovo stipendium. Pak studoval na Harvardově univerzitě a ve Washingtonu[nepřesný odkaz]. Jeho disertační práce se jmenovala Metody komunistické propagandy v Československu.
Pracoval jako profesor politologie, na univerzitě státu Virginia působil do roku 1991 po dobu 27 let. Jeden rok zastával pozici hostujícího profesora v Mnichově a jeden rok v Rio de Janeriu.
Osobně poznal francouzského prezidenta Valéryho Giscarda d'Estaing, Helmuta Schmidta a byl poradcem dvou amerických prezidentů, Jimmyho Cartera a George Bushe.
Do Československa se vrátil v roce 1990, ale navštívil ho už krátce před Sametovou revolucí. Češtinu nezapomněl.
Do Vilémova se přestěhovaly i děti Stanislav, který se však do USA vrátil, a Marie Elizabeta. Spolu se zchátralým zámkem Vilémov restituoval 557 hektarů lesů a 45 hektarů polí. V zámeckém parku zřídil kroketové hřiště a poblíž oboru s daňky. Na zámku pořádal mezinárodní konference.

## Rodina
V Baltimoru se 29. března 1958 oženil s Mary Louise Kemp (* 18. 1. 1935 Baltimore), Američankou se skotskými předky. Seznámili se ve Washingtonu. Říkal jí sputnik, protože se zasnoubili 4. října 1957, kdy Sověti vypustili družici Sputnik 1 do vesmíru. Manželství se však rozpadlo a pár se rozvedl. Narodilo se jim pět dětí:
- 1. Catherine (Kateřina; * 6. 5. 1959 Baltimore)
  - ⚭ (28. 5. 1983 Charlottesville) Mark Charles Haigney (* 8. 7. 1959 New Rochelle)
- 2. John (Jan; * 16. 1. 1961 Rio de Janeiro)
  - ⚭ (4. 7.1998 Praha) Johanna Kinell (* 30. 11. 1973 Falkonberg)
- 3. Diana (* 6. 8. 1963 Rio de Janeiro)
  - ⚭ I. (29. 2. 1984 Richmond, rozvedeni 1995) Richard Louis Farinholt (* 12. 10. 1960 Richmond)
  - ⚭ II. (24. 12. 1997 Las Vegas) John Michaud (* 24. 5. 1963 Portland)
- 4. Stanislaus (Stanislav; * 18. 4. 1966 Charlottesville), jeho kmotrem byl Zbigniew Brzezinski,[6][11] pracoval v Mnichově,[13] později v USA jako finanční ředitel společnosti pro počítačové hry[17]
  - ⚭ (12. 9. 1998 Charlottesville) Noel Ginoux (* 27. 1. 1964 Charlottesville)
- 5. Mary Elizabeth, zv. Molly (Marie Elizabeta; 16. 7. 1971 Mnichov – 12. 8. 1999 Vilémov), studovala ve Vídni, jejím hobby byly koně, zemřela tragicky jako dvacetiosmiletá, její tělo bylo nalezeno v zahradním jezírku (kádi).[17] Podezřelé úmrtí se stalo inspirací pro epizodu televizního seriálu Kriminálka Anděl (12. díl druhé řady – Baronka, 2011, režie Ivan Pokorný). Janek Kroupa informoval o okolnostech případu v pořadu Na vlastní oči (září 2003).[18]

Děti zdědily majetek, který je vložený do společnosti Vilémov Castle s. r. o. (byla založena v roce 2003). Každé z dětí má čtvrtinový podíl.
Protože Vladimírovy děti žijí ve Spojených státech, majetek spravuje Vladimíra Rubinsteinová (* 25. 10. 1956), Vladimírova partnerka.